# Řád Plejády Asociace frankofonních parlamentů

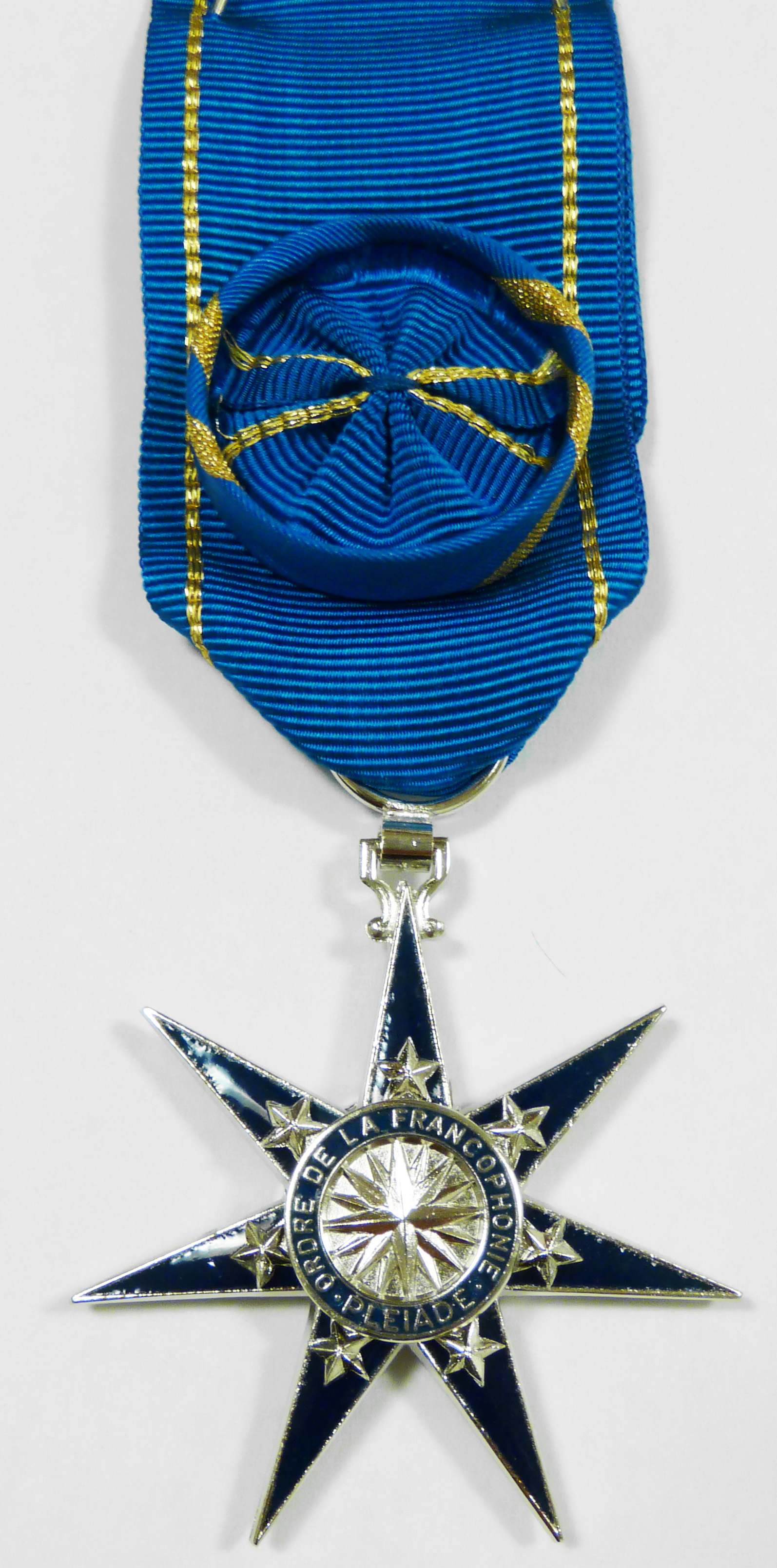
Řád Plejády Asociace frankofonních parlamentů v hodnosti důstojníka

Řád Plejády Asociace frankofonních parlamentů, zkráceně "Řád Plejády", francouzsky l'ordre de la Pléiade de l'Association des parlementaires de langue française, pojmenovaný podle Plejády, skupiny francouzských renesančních poetů ze 16. století, je vyznamenání, propůjčované Mezinárodní organizací frankofonie (OIF).
Oceňuje lidi, kteří se zvláště vyznamenali ve službách ideálů spolupráce a přátelství, prosazujících roli francouzštiny ve svých zemích nebo ve světě. Byla vytvořena v roce 1976 z iniciativy Parlamentního shromáždění frankofonie (Assemblée parlementaire de la Frankophonie, APF), meziparlamentní organizace vzniklé v roce 1967 a sdružující členy parlamentů nebo meziparlamentních organizací z regionů majících vztah k francouzštině.
Řád má pět hodností, v originále:
- Grand-croix
- Grand officier
- Commandeur
- Officier
- Chevalier